# روت فايس لودنشايد
روت فايس لودنشايلد (بالألمانية: Rot-Weiß Lüdenscheid) هو اتحاد كرة قدم ألماني يلعب في لودنشايد، شمال الراين وستفاليا.

## ملعب
يلعب النادي مبارياته على أرضه في ملعب ناتنبرغ، الذي بني في عام 1972، والذي تبلغ سعته 19,000 (2,234 مقعدًا).

## روابط خارجية
- الموقع الرسمي باللغة الألمانية

قالب:2. Bundesliga